# Île de Muir
L’Île de Muir (« Muir Island » en version originale) est un lieu de fiction présent dans l'univers Marvel de la maison d'édition Marvel Comics. Créé par le scénariste Chris Claremont et le dessinateur Dave Cockrum, l'île apparaît pour la première fois dans le comic book X-Men #104 en avril 1977.
L'île contient notamment le centre de recherches génétiques du docteur Moira MacTaggert. Elle servira aussi de quartier général aux membres de l'équipe Excalibur et, occasionnellement, de lieu de détention pour des mutants dangereux.
L'île est le théâtre régulier d'affrontements entre mutants et d’agressions extérieures, le plus souvent venant d’ennemis des X-Men ou de mutants en général.

## Localisation
Censé se situer au nord de la côte écossaise, au delà du Cap Wrath, l'île de Muir est accessible depuis les ports des petites villes écossaises de Stornoway et Ullapool et desservie par un ferry.

## Installations
L'île de Muir abrite deux bâtiments principaux : le complexe de recherche génétiques du docteur Moira McTaggert et sa demeure, une maison à deux étages.
Le centre de recherches a été créé par Moira MacTaggert, une célèbre généticienne, par ailleurs alliée des X-Men et du Professeur Xavier. Pionnière dans l’étude des mutations, elle décide de fonder un centre de recherche entièrement consacré à l’étude du gène mutant dans le but premier de s'occuper de son fils Kevin McTaggert (qui sera plus tard connu comme Proteus), un puissant et dangereux mutant doté de pouvoirs incontrôlables l’obligeant à prendre possession du corps des autres et à le consumer pour survivre.
Le complexe dispose des installations suivantes :
- les laboratoires du docteur McTaggert, ainsi que son bureau, complété d’une bibliothèque ;
- différents laboratoires et salles de test ;
- le « medlab », une infirmerie pouvant accueillir plusieurs patients ;
- le bureau du docteur Roderick Campbell, un psychologue qui fut pendant un temps l’assistant du docteur McTaggert ;
- une salle des communications et de surveillance équipée d'un système de visioconférence et d'un ordinateur répondant à la voix, qui sert aussi de salle de réunion ;
- une crypte souterraine, équipée d’un superordinateur qui contient toutes les informations collectées par Charles Xavier sur les mutants et les mutations ;
- un gymnase, où peuvent s’entrainer les résidents, avec douches, toilettes et vestiaires ;
- une salle de détente, avec canapé, table basse et bibliothèque, et plusieurs balcons ;
- la « Proteus room », une salle de réalité virtuelle originellement conçue pour aider Kevin McTaggert à contrôler ses pouvoirs ;
- plusieurs cellules, conçues spécialement pour contenir les mutants les plus dangereux. Celles-ci s’ouvrent et se ferment sur reconnaissance des empreintes digitales.